# Physostigma
Physostigma Balf.  è un genere di piante appartenenti alla famiglia  delle Fabacee (o Leguminose) nativo dell'Africa subsahariana.

## Tassonomia
Comprende le seguenti specie:
- Physostigma coriaceum Merxm.
- Physostigma cylindrospermum (Welw. ex Baker) Holmes
- Physostigma laxius Merxm.
- Physostigma mesoponticum Taub.
- Physostigma venenosum Balf.